# Desmatodon nitens
Desmatodon nitens là một loài rêu trong họ Pottiaceae. Loài này được Liebm. mô tả khoa học đầu tiên năm 1853.
Danh pháp khoa học của loài này chưa được làm sáng tỏ. 